# مارکوس میلینکوویچ
مارکوس آنتونیو میلینکوویچ (به انگلیسی: Marcos Antonio Milinkovic) (متولد ۲۲ دسامبر ۱۹۷۱ در وییا بایستر، سان مارتین بوینس آیرس) والیبالیست سابق و مربی فعلی اهل آرژانتین، که از سال ۱۹۹۹ تا ۲۰۱۰ عضو و کاپیتان تیم ملی والیبال آرژانتین بود. مارکوس ستاره آرژانتین در قهرمانی جهان ۲۰۰۲ محسوب می شد. میلینکوویچ یکی از ۲۵ بازیکن برتر معرفی شده توسط فدراسیون جهانی در سال ۲۰۰۲ بود.

## باشگاه ها
- اسپورتیوو بایستر (۱۹۸۸-۱۹۹۰)
- اوبراس بوینس آیرس (۱۹۹۰-۱۹۹۲)
- لیوورنو (۱۹۹۲-۱۹۹۳)
- اولیوتو لیوورنو (۱۹۹۳-۱۹۹۴)
- کوکامار پارانا (۱۹۹۵-۱۹۹۶)
- سانتا کاترینا (۱۹۹۶-۱۹۹۷)
- الیمپیکوس ریو دو ژانیرو (۱۹۹۷-۱۹۹۹)
- سیسلی ترویزو (۱۹۹۹-۲۰۰۰)
- آزیستل میلان (۲۰۰۰-۲۰۰۳)
- فلوناپلیس (۲۰۰۳-۲۰۰۴)
- المپیاکوس (۲۰۰۴-۲۰۰۵)
- سیمد فلوناپلیس (۲۰۰۶-۲۰۰۷)
- اونیون فورموسا (۲۰۰۸-۲۰۱۰)
- ایالات بوئنوس آیرس (۲۰۱۱-۲۰۱۳)

## جوایز و افتخارات
- امتیازآورترین بازیکن بازی های المپیک تابستانی ۲۰۰۰
- با ارزش‌ترین بازیکن قهرمانی جهان ۲۰۰۲
- امتیازآورترین بازیکن قهرمانی جهان ۲۰۰۲
- برنده دیپلم افتخار بنیاد کونکس آرژانتین ۲۰۰۰